# Brian Patten

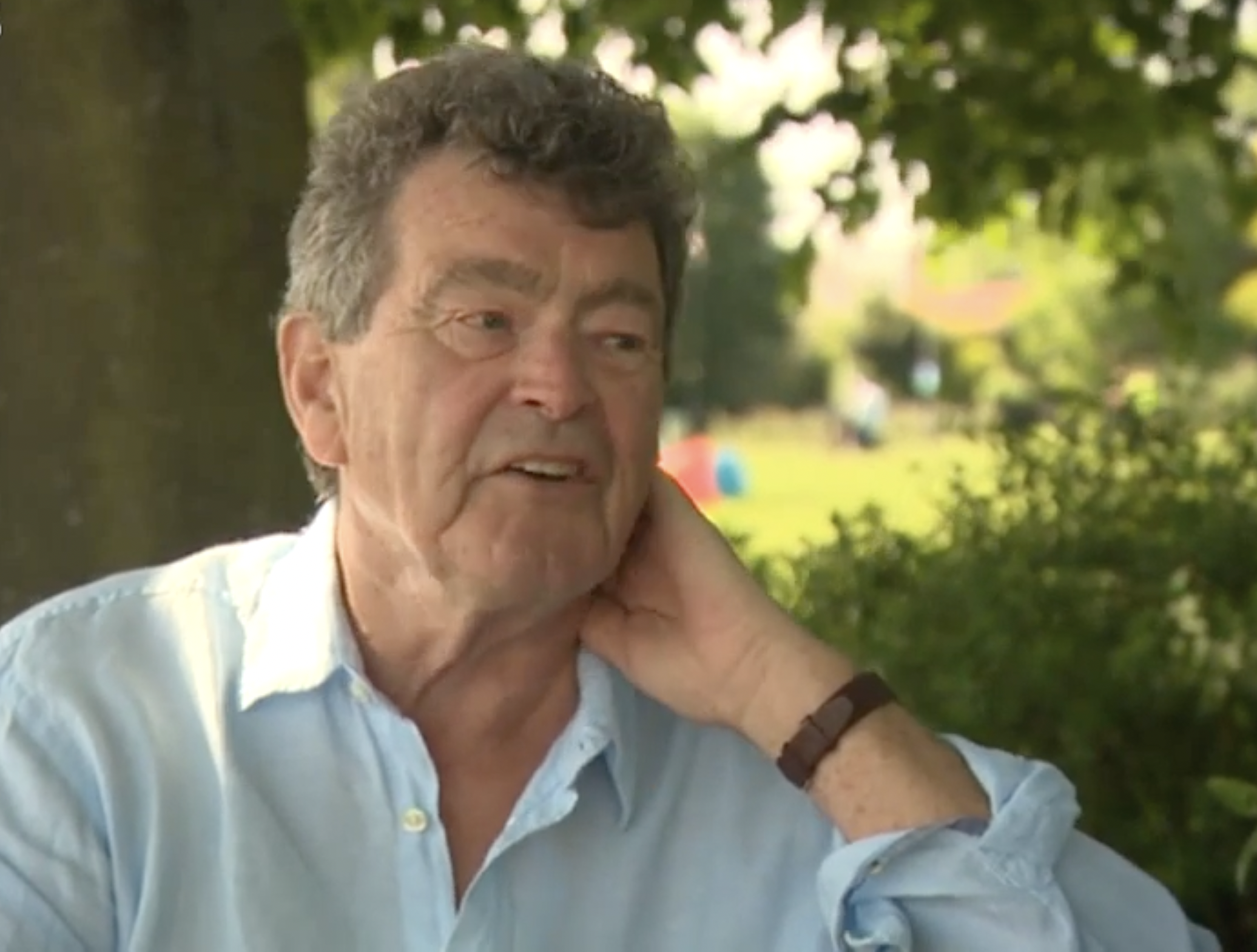
Brian Patten, 2018

Brian Patten (* 7. Februar 1946 in Liverpool, Merseyside) ist ein britischer Dichter und Dramatiker.

## Biografie
Nach dem Besuch der Sefton Park Secondary School begann er eine Tätigkeit als Reporter, widmete sich aber bereits zu dieser Zeit dem Verfassen von Gedichten. Seine ersten Gedichte erschienen 1967 zusammen mit Werken von Roger McGough und Adrian Henri in dem außergewöhnlich erfolgreichen zehnten Band von Penguin Modern Poets 10 unter dem Titel The Mersey Sound, wobei er im Gegensatz zu McGough und Henri am ehesten mit der frühen englischen Gedichttradition verbunden war.
Zu seinen bedeutendsten Anthologien gehören Notes to the Hurrying Man (1969), Walking Out: The Early Poems of Brian Patten (1970), The Unreliable Nightingale (1973), Love Poems (1981), Storm Damage (1988) und Grinning Jack (1990).
In The Eminent Professors and the Nature of Poetry as Enacted Out Bey Members of the Poetry Seminar One Rainy Evening (1972) legte Patten, dessen Gedichte niemals akademisch sentenziös waren, seine Ansichten und Ansprüche seiner literarischen Sichtweise dar.
1983 veröffentlichte er gemeinsam mit Henri und McGough eine überarbeitete und erweiterte Neuauflage ihres Buches The Mersey Sound, arbeitete aber auch mit dem Illustrator, Cartoonist und Karikaturist Ralph Steadman zusammen. Daneben schrieb er neben Theaterstücken und Kinder- und Jugendliteratur wie Gargling with Jelly (1985) auch Artikel in Tageszeitungen wie „The idyllic town that time forgot“ in The Independent (2005) über das mehrheitlich von Griechen bewohnte Dorf Kayaköy in der Türkei.
Einige seiner Werke wie Der Elefant und die Blume (1985), Die gestohlene Orange (1987) und Springende Maus (1987) wurden von Uwe-Michael Gutzschhahn in die deutsche Sprache übersetzt.